# Jonathan Klein
Jonathan Klein (ur. 2 kwietnia 1958) - prezydent CNN, obejmujący tę pozycję od listopada 2004 roku. Do tego czasu był dyrektorem nowojorskiej internetowej korporacji medialnej, The FeedRoom, którą założył w 1999 roku. Koncern stał się jednym z wiodących dostawców wideoklipów na świecie, udostępniając ponad milion multimediów dziennie takim odbiorcom, jak m.in.: CBS, NBC, ESPN, Reuters, USA Today, General Motors, General Mills oraz Amerykański Departament Obrony. Jeszcze przed założeniem The FeedRoom Klein był przez wiele lat związany z telewizją CBS.
W 1980 roku Klein ukończył historię na Brown University. W 1993 roku zapoczątkował serię dwugodzinnych filmów dokumentalnych, Before Your Eyes, które poruszały takie problemy społeczne jak AIDS i przemoc dziecięca widziane oczami ludzi, którzy mieli z nimi styczność. Seria została pochwalona za pionierstwo, a także otrzymała wiele nagród.
Klein był współautorem scenariusza filmu historycznego Buffalo Soldiers (1997) z Dannym Gloverem w roli głównej.